# Дейвидсон (ледник)
Дейвидсон — ледник длиной 17 км на юго-востоке Аляски, США. Он был открыт в 1867 году и был описан американским естествоиспытателем Джоном Мьюиром во время путешествия к Ледниковой бухте в 1879 году. В то время ледник почти достиг приливной воды. С тех пор он отступил в горы, превратившись в ледник долины, и создал своё собственное ледниковое озеро в морене ледника.
Ледник назван в честь Джорджа Дейвидсона (1825—1911), американского астронома, географа, геодезиста и инженера.
Питательный район ледника находится на высоте 1200 м на южном склоне гор Тахинша в хребтах Алсек. Там он граничит с ледником Кейсмент, который впадает на запад, к заливу Мьюир. Ледник Дейвидсон, ширина которого в среднем составляет 1,3 км, протекает в основном в восточном направлении и заканчивается в 3,3 км от входа в Чилкат в озере на краю ледника. Озеро имеет сток длиной 2,3 км к морю.
В настоящее время ледник служит туристической достопримечательностью. Туристы отправляются на лодках или каяках к леднику, а затем их водят или поднимают с берега на ледник по ледниковым отложениям и моренам.